# Miyaji Yosuke
Miyaji Yosuke (宮路 洋輔 Miyaji Yōsuke, sinh ngày 12 tháng 7 năm 1987) là một cầu thủ bóng đá người Nhật Bản.

## Thống kê câu lạc bộ
| Thành tích câu lạc bộ | Thành tích câu lạc bộ | Thành tích câu lạc bộ | Giải vô địch | Giải vô địch | Cúp                   | Cúp                   | Cúp Liên đoàn | Cúp Liên đoàn | Tổng cộng | Tổng cộng |
| Mùa giải              | Câu lạc bộ            | Giải vô địch          | Số trận      | Bàn thắng    | Số trận               | Bàn thắng             | Số trận       | Bàn thắng     | Số trận   | Bàn thắng |
| Nhật Bản              | Nhật Bản              | Nhật Bản              | Giải vô địch | Giải vô địch | Cúp Hoàng đế Nhật Bản | Cúp Hoàng đế Nhật Bản | Cúp Liên đoàn | Cúp Liên đoàn | Tổng cộng | Tổng cộng |
| --------------------- | --------------------- | --------------------- | ------------ | ------------ | --------------------- | --------------------- | ------------- | ------------- | --------- | --------- |
| 2010                  | Avispa Fukuoka        | J2 League             | 17           | 0            | 1                     | 0                     | -             | -             | 18        | 0         |
| 2011                  | Avispa Fukuoka        | J1 League             | 3            | 0            | 1                     | 0                     | 0             | 0             | 4         | 0         |
| 2012                  | Avispa Fukuoka        | J2 League             | 2            | 0            | 0                     | 0                     | -             | -             | 2         | 0         |
| Tổng cộng sự nghiệp   | Tổng cộng sự nghiệp   | Tổng cộng sự nghiệp   | 22           | 0            | 2                     | 0                     | 0             | 0             | 24        | 0         |